# Al Başūf
Al Başūf (persiska: البصوف, Şūfīyah, Boşūf) är en ort i Iran.   Den ligger i provinsen Khuzestan, i den centrala delen av landet, 600 km söder om huvudstaden Teheran. Al Başūf ligger 10 meter över havet och antalet invånare är 147.
Terrängen runt Al Başūf är mycket platt. Runt Al Başūf är det ganska tätbefolkat, med 54 invånare per kvadratkilometer. Närmaste större samhälle är Shādegān, 14,5 km sydväst om Al Başūf. Omgivningarna runt Al Başūf är i huvudsak ett öppet busklandskap.